# NMS Market Research
NMS Market Research s.r.o. je třetí největší česká agentura marketingového výzkumu. Byla založena v roce 1999 v Praze, v roce 2007 otevřela samostatnou pobočku ve Slovenské republice. Nabízí komplexní služby v oblasti výzkumu trhu. Soustředí se na sektor financí a bankovnictví, telekomunikací a retailu.
Poskytuje kompletní služby kvalitativního výzkumu, kvantitativního výzkumu, on-line výzkumu a Mystery Shopping.
Spolu se společnostmi STEM/MARK, a.s. a Nielsen Admosphere, a.s. je spoluvlastníkem Český národní panel s.r.o., který je provozovatelem on-line panelu Český národní panel (ČNP).
Je členem sdružení SIMAR a prostřednictvím spolumajitele Ondřeje Veise také členem sdružení ESOMAR.

## Historie
Společnost byla založena v roce 1999 pod názvem NETWORK MEDIA SERVICE, s.r.o..
V roce 2007 otevřela samostatnou pobočku ve Slovenské republice. Pobočka původně sídlila v Trenčíně, v roce 2012 se přestěhovala na nynější adresu v Bratislavě.
V roce 2010 se společnost přejmenovala na NMS Market Research s.r.o..
Spolu se společností STEM/MARK, a.s. založila v roce 2012 Český národní panel.
V roce 2015 se jako jediná česká agentura účastnila veletrhu výzkumných agentur Research & Results, který se konal ve dnech 28. a 29. října v Mnichově.